# Sō Sadamori
Sō Sadamori (宗貞盛?; 1385 – 1452) è stato un daimyō giapponese appartenente al clan Sō.

## Biografia
Sadamori nacque nel 1385, figlio di Sō Sadashige. Succedette al padre nel 1419 e nello stesso anno respinse un attacco di una forza coreana sull'isola. La Corea a quel tempo considerava Tsushima la base operativa dei pirati wako. L'invasione Ōei si concluse con un trattato di pace.
Nel 1443 concluse un accordo commerciale con l'imperatore coreano, in base al quale le navi giapponesi in visita in Corea erano limitate a 50 l'anno. Il patto venne chiamato Kakitsu.
La Corea sperava che, fornendo al Giappone profitti commerciali, potesse eliminare il danno causato dai pirati. I pirati giapponesi infatti stavano predando le coste Coreane sin dal periodo Nanboku-chō e costituivano un fattore di instabilità della dinastia Joseon in quel paese.
La dinastia Joseon, che successivamente rafforzò la difesa costiera coreana, favorì le relazioni amichevoli con la famiglia Sō e iniziò a patteggiare con i pirati giapponesi riservando loro un buon trattamento. Così i pirati si spostarono gradualmente ai mari del sud per le loro scorribande.
Assieme al clan Shōni, principale alleato di Sadamori, combatté contro le forze del clan Ōuchi ma fu sconfitto e perse molti territori utili agli scambi con la Corea. Inoltre protesse Shōni Yoshiyori che era minacciato sempre dalla famiglia Ōuchi.
Morì nel 1452, a 68 anni, e fu succeduto dal nipote Sō Shigemoto.